# Paczków (gemeente)
De gemeente Paczków is een stad- en landgemeente in het Poolse woiwodschap Opole, in powiat Nyski.
De zetel van de gemeente is in Paczków.
Op 30 juni 2004 telde de gemeente 13 828 inwoners.

## Oppervlakte gegevens
In 2002 bedroeg de totale oppervlakte van gemeente Paczków 79,7 km², waarvan:
- agrarisch gebied: 83%
- bossen: 1%

De gemeente beslaat 6,51% van de totale oppervlakte van de powiat.

## Demografie
Stand op 30 juni 2004:
| Omschrijving                   | Totaal | Totaal | Vrouwen | Vrouwen | Mannen | Mannen |
| ------------------------------ | ------ | ------ | ------- | ------- | ------ | ------ |
| eenheid                        | aantal | %      | aantal  | %       | aantal | %      |
| inwoners                       | 13 828 | 100    | 7032    | 50,9    | 6796   | 49,1   |
| bevolkingsdichtheid (inw./km²) | 173,5  | 173,5  | 88,2    | 88,2    | 85,3   | 85,3   |

In 2002 bedroeg het gemiddelde inkomen per inwoner 1306,18 zł.

## Administratieve plaatsen (sołectwo)
Dziewiętlice, Gościce, 
Kamienica, Kozielno, Lisie Kąty, Stary Paczków, Ścibórz,
Trzeboszowice, Wilamowa, Ujeździec, Unikowice.

## Aangrenzende gemeenten
Kamieniec Ząbkowicki, Otmuchów, Ziębice, Złoty Stok. De gemeente grenst aan Tsjechië.